# معركة قرقلر ايلي
معركة قرقلر ايلي وقعت 24 أكتوبر 1912م في قرقلر ايلي بتركيا وتشكل هذه المعركة جزء من حروب البلقان . بين قوات الدولة العثمانية وقوات بلغاريا، انتهت المعركة بانتصار بلغاريا .
علق وزير الحربي الفرنسي ألكسندر ميلران بعد هذه المعركة بأن الجيش البلغاري هو الأفضل في أوروبا ، وقال أنه يفضل الجيش البلغاري كحلفاء على أي جيش أوروبي آخر .